# Vigna bournaea
Vigna bournaea är en ärtväxtart som beskrevs av James Sykes Gamble. Vigna bournaea ingår i släktet vignabönor, och familjen ärtväxter. Inga underarter finns listade i Catalogue of Life.